# Víctor Torres Jeldes
Víctor Marcelo Torres Jeldes (Valparaíso, 11 de octubre de 1975) es un político, médico cirujano y académico chileno, militante demócrata cristiano, y uno de los líderes de su facción progresista. Desde el 5 de abril de 2022, se desempeña como Superintendente de Salud, nombrado por el presidente Gabriel Boric. Fue diputado por el Distrito N.º 15, Región de Valparaíso, por dos periodos consecutivos, desde 2010 a 2018, hasta su disolución. Luego fue Diputado por el Distrito N.º 7 que comprende las comunas de Algarrobo, Cartagena, Casablanca, Concón, El Quisco, El Tabo, Isla de Pascua, Juan Fernández, San Antonio, Santo Domingo, Valparaíso y Viña del Mar.
El 22 de enero de 2007 fue nombrado por la presidenta Michelle Bachelet como gobernador de la provincia de San Antonio, cargo que desempeñó hasta diciembre de 2008.

## Primeros años de vida
Realizó sus estudios primarios en el Colegio Leonardo Murialdo de Valparaíso, y sus estudios secundarios en el Liceo Eduardo de la Barra. Posteriormente, estudió Medicina en la Universidad de Valparaíso, donde se recibió de médico cirujano. En 2002, cursó un Diplomado en Estudios Políticos: Generación Bicentenario, en el Centro de Estudios para el Desarrollo-CED. 
Entre 2020-2021 cursó Diplomado en Pilares de la Salud Pública: Métodos y Determinantes de la Salud, en la Universidad Andrés Bello. Durante el primer semestre de 2021 cursó el Diplomado en Gestión en Políticas de Salud, en la Universidad Andrés Bello. Durante el segundo semestre de 2021 e inicios de 2022, cursa el Diplomado Gestión de Organizaciones de Salud en un Entorno Competitivo de la misma casa de estudios. Alcanza el grado de Magíster en Salud Pública otorgado por la Universidad Andrés Bello, aprobado con distinción Summa Cum Laude.

## Trayectoria profesional
En el ámbito profesional, en enero de 2004 se desempeñó como médico reemplazante en el policlínico de la Cámara de Diputados. Al mes siguiente, se integró a la Corporación Municipal de Valparaíso como médico reemplazante en el Consultorio Mena y como médico del Consultorio Raúl Silva Henríquez en el Cerro Esperanza.
En marzo de 2005, fue contratado en la Posta Rural Hierro Viejo y en el Consultorio Rural Chincolco, ambos ubicados en Petorca, Quinta Región. En este último, asumió como jefe del Programa Cardiovascular y como director médico del Departamento de Salud Municipal de la misma localidad.
Entre 2006 y 2007 ejerció como médico general en Centro Médico Diagnomed de la ciudad de La Ligua y como profesor asociado del Departamento de Salud Pública de la Escuela de Medicina de la Universidad de Valparaíso.
Entre 2009 y 2010 ejerció como médico general en la Clínica San Julián de la comuna de San Antonio.
Desde el año 2019 a la fecha, se desempeña como Profesor Ayudante Asociado de la cátedra de Anatomía de la Escuela de Medicina de la Universidad de Valparaíso.

## Trayectoria política
Entre diciembre de 2004 y marzo de 2005 le corresponde asumir la titularidad como Consejero Regional (CORE), de la provincia de Valparaíso para el Gobierno Regional de la Quinta Región.
El 22 de enero de 2007, es nombrado por la presidenta Michelle Bachelet, gobernador provincial de la provincia de San Antonio, cargo en el que se desempeña hasta diciembre de 2008 cuando renuncia para competir al año siguiente por un escaño parlamentario.
En las elecciones parlamentarias de 2009 resulta electo diputado por el antiguo Distrito N.º 15 que abarcaba las comunas de la provincia de San Antonio y la comuna de Casablanca, con un 21,11% de los votos, cargo que ejerce por el periodo parlamentario 2010-2014.
Durante las elecciones parlamentarias de 2013 se presenta a la reelección como diputado por el mismo distrito, obteniendo la primera mayoría con un 35,92% de la votación, desempeñándose en dicho cargo en el periodo parlamentario 2014-2018.
Luego de la modificación al sistema electoral, que cambia el sistema electoral desde uno binominal a uno proporcional, se realiza un reordenamiento territorial de los distritos y circunscripciones, uniéndose los antiguos distritos 13, 14 y 15 para dar paso al nuevo distrito N.º 7. En ese contexto decide competir por un nuevo periodo, resultando electo con un 4,6% de los votos, completando su tercer periodo legislativo entre los años 2018-2022. La ley que limita las reelecciones de autoridades públicas, le impide concursar por un nuevo periodo parlamentario en las elecciones de 2021.
Durante la elección presidencial de 2021, asume como coordinador programático del área de salud y vocero de la candidatura de la senadora Yasna Provoste, representante del Nuevo Pacto Social, que aglutina diversos partidos y movimientos de la centroizquierda chilena. 
Desde abril de 2022 se desempeña como Superintendente de Salud, bajo el mandato del gobierno de Gabriel Boric.

## Trayectoria gremial
Desde 1989 ingresa al frente de estudiantes secundarios de la Juventud Demócrata Cristiana, incorporándose al Partido Demócrata Cristiano en marzo de 1991. 
Entre los años 1991 y 1993 se desempeña como Secretario General y Presidente de la Federación de Estudiantes Secundarios de Valparaíso (FESEVAL).
Durante 1997 y 1998 asume como Delegado de la Facultad de Medicina, asumiendo la coordinación de trabajos voluntarios de la Federación de Estudiantes de la Universidad de Valparaíso en las localidades de Tulahuén en la región de Coquimbo y Chalaco en la comuna de Petorca.
En 1998 es electo Presidente del Centro de Estudiantes de la Escuela de Medicina de la Universidad de Valparaíso y asume la coordinación nacional de las Asociación de Estudiantes de Medicina de Chile (ASEMECH). Ese mismo año asume como jefe de la Democracia Cristiana Universitaria (DCU) en la Universidad de Valparaíso, siendo nombrado encargado zonal para la Quinta Costa durante 2000 y 2001.
Durante el año 1999 asume la coordinación general de trabajos voluntarios de la FEUV en la comuna de Fresia en la región de Los Lagos. Ese mismo año asume como Presidente de la Federación de Estudiantes de la Universidad de Valparaíso, FEUV.
Entre 2002 a 2004 asume como Presidente de la Juventud Demócrata Cristiana (JDC) de la Provincia de Valparaíso, asumiendo como coordinador regional de ésta entre 2003 y 2004. Es electo entre 2004 y 2005 como Secretario Regional Valparaíso de la Juventud Demócrata Cristiana (JDC).
En fue parte de la lista "Democracia Cristiana: un partido para todos", de sensibilidad progresista, encabezada por el excanciller Mariano Fernández, siendo derrotados por la lista encabezada por Ignacio Walker. Le corresponde asumir una de las vicepresidencias nacionales integradas por la minoría.
Durante 2017 encabeza la lista "Una DC para cambiar Chile", de sensibilidad progresista, integrada entre otros militantes, por los actuales senadores Francisco Huenchumilla y Yasna Provoste, enfrentando a la lista encabezada por la senadora Carolina Goic, quien resulta finalmente triunfadora.
En 2018 asume como Presidente del PDC de la región de Valparaíso, siendo sucedido en su segundo año por el actual CORE Juan Arriagada, producto de un acuerdo entre diversos sectores internos partidarios. Entre el 13 de marzo de 2017 y el 22 de marzo de 2021, ocupa el cargo de Consejero Nacional del Partido Demócrata Cristiano, cargo al que renuncia luego de suspender voluntariamente su militancia debido a diferencias con la dirección encabezada por Fuad Chahín.

## Reconocimientos
En diciembre de 2004, recibió el Premio Colegio Médico de Chile (A.G) Regional Valparaíso en reconocimiento por su trayectoria gremial estudiantil y el Premio Escuela de Medicina, por haber obtenido las cuartas mejores calificaciones en los internados de Medicina, Cirugía, Pediatría y Obstetricia y Ginecología, de la promoción 2004 de Médicos Cirujanos de la Universidad de Valparaíso. 

## Historial electoral
| Año  | Tipo           | Territorio    | Pacto                         | Partido | Votos  | %     | Resultado |
| ---- | -------------- | ------------- | ----------------------------- | ------- | ------ | ----- | --------- |
| 2009 | Parlamentarias | 15.º distrito | Concertación y Juntos Podemos | PDC     | 18 102 | 21.11 | Diputado  |
| 2013 | Parlamentarias | 15.º distrito | Nueva Mayoría                 | PDC     | 27 561 | 35.92 | Diputado  |
| 2017 | Parlamentarias | 7.º distrito  | Convergencia Democrática      | PDC     | 14 934 | 4.6   | Diputado  |